# Megasoma
Megasoma (лат.) — род крупных жуков, из подсемейства дупляки, семейства пластинчатоусые. Одни из крупнейших жуков в мире.

## Описание
Длина самцов отдельных видов может достигать до 135—137 мм (средняя длина 110—118 мм). Выражен половой диморфизм. Самцы имеют выросты на голове и переднеспинке в виде рогов. Некоторые виды покрыты густыми волосками, скрывающими основной фон тела. Другие лишены волосков, покровы их тела гладкие, матовые, реже — блестящие.

## Ареал
Юг США, Центральная и Южная Америки.

## Виды
- Megasoma actaeon Linnaeus, 1758 typus
- Megasoma anubis Chevrolet, 1836 (=Megasoma hector)
- Megasoma cedrosa Hardy, 1972
- Megasoma elephas Fabricius, 1775 — Жук-слон
- Megasoma gyas Herbst, 1785
- Megasoma joergenseni Bruch, 1910
- Megasoma lecontei Hardy, 1972
- Megasoma lenczyi Cartwright, 1976
- Megasoma mars (Reiche, 1852)
- Megasoma nogueirai Moron, 2005
- Megasoma occidentalis Bolivar & Pieltain & Jimenez-asua & Martinez, 1963
- Megasoma pachecoi Cartwright, 1963
- Megasoma punctulatus Cartwright, 1963
- Megasoma ramirezorum Silvestre & Arnaud, 2002
- Megasoma sleeperi Hardy, 1972
- Megasoma thersites Leconte, 1861
- Megasoma vogti Cartwright, 1963

## Фото
- Самец Megasoma elephas
- Самец Megasoma anubis
- Самка Megasoma elephas
- Самец Megasoma actaeon
- Самец Megasoma thersites
- Самец Megasoma pachecoi
- Самец Megasoma gyas